# 卡琳·克莱伯克
卡琳·克莱伯克（荷蘭語：Carien Kleibeuker，1978年3月12日—），荷兰女子速度滑冰运动员。她曾代表荷兰参加2006年和2014年冬季奥林匹克运动会速度滑冰比赛，获得一枚铜牌。